# Janez Krstnik Novak
Janez Krstnik Novak, talvolta segnalato come Johann Baptist (Lubiana, 1756 – Lubiana, 29 gennaio 1833), è stato un compositore sloveno.
Egli era impiegato statale a Lubiana e nel 1794 uno dei fondatori della Società Filarmonica della città. Negli anni 1799-1800, fu direttore d'orchestra della società e tra il 1800 e il 1825 direttore musicale della stessa istituzione. Nel 1790 scrisse musica d'accompagnamento per una commedia di Anton Tomaž Linhart, Ta veseli dan ali Matiček se ženi (in italiano: Questo felice giorno, ossia il matrimonio di Matiček); la musica ebbe un gran successo, tant'è che la commedia divenne effettivamente una vera e propria opera.
Ancora compose musica d'accompagnamento per un'altra commedia, Figaro, la quale fu forse influenzata dalla celebre opera buffa Le nozze di Figaro di Wolfgang Amadeus Mozart. Inoltre Novak fu autore di due cantate, delle quali sopravvive però solo il testo: la prima Cantate zum Geburts oder Namensfeste einer Mutter e la seconda Krains Empfindungen, rappresentata la prima volta nel 1801.